# Werner Bleiner
Werner Bleiner (ur. 26 maja 1946 w Tschagguns) – austriacki narciarz alpejski, srebrny medalista mistrzostw świata.

## Kariera
W zawodach Pucharu Świata zadebiutował 5 stycznia 1967 roku w Berchtesgaden, zajmując 21. miejsce w slalomie. Pierwsze punkty (do sezonu 1978/79 punktowało tylko dziesięciu najlepszych zawodników) zdobył 8 stycznia 1967 roku w Adelboden, gdzie był piąty w tej samej konkurencji. Na podium po raz pierwszy stanął 25 marca 1967 roku w Jackson Hole, kończąc rywalizację w gigancie na trzeciej pozycji. W zawodach tych wyprzedzili go jedynie Francuz Jean-Claude Killy oraz Jim Heuga z USA. W kolejnych startach jeszcze sześć razy stawał na podium: 26 marca 1967 roku w Jackson Hole był trzeci w slalomie, 24 lutego 1968 roku w Oslo i 13 marca 1970 toku w Voss wygrywał giganty, 27 lutego 1970 roku w Vancouver i 3 marca 1970 roku w Heavenly Valley był drugi w tej konkurencji, a 13 lutego 1971 roku w Mont-Sainte-Anne zajął w gigancie trzecie miejsce. W klasyfikacji generalnej sezonu 1969/1970 zajął siódme miejsce.
Wystartował na mistrzostwach świata w Portillo w 1966 roku, zajmując siódme miejsce w gigancie. Na rozgrywanych dwa lata później igrzyskach olimpijskich w Grenoble został zdyskwalifikowany w drugim przejeździe giganta. Podczas mistrzostw świata w Val Gardena w 1970 roku w tej samej konkurencji wywalczył srebrny medal. Rozdzielił tam swego rodaka, Karla Schranza i Dumenga Giovanolego ze Szwajcarii. Był to jego jedyny medal wywalczony na międzynarodowej imprezie tej rangi. Brał też udział w igrzyskach olimpijskich w Sapporo w 1972 roku, gdzie w swej koronnej konkurencji zajął 18. pozycję.

## Osiągnięcia

### Igrzyska olimpijskie
| Miejsce | Dzień     | Rok  | Miejscowość | Konkurencja | Czas biegu | Strata | Zwycięzca         |
| ------- | --------- | ---- | ----------- | ----------- | ---------- | ------ | ----------------- |
| DSQ2    | 12 lutego | 1968 | Grenoble    | Gigant      | 3:29,28    | –      | Jean-Claude Killy |
| 18.     | 10 lutego | 1972 | Sapporo     | Gigant      | 3:09,62    | +6,34  | Gustav Thöni      |

### Mistrzostwa świata
| Miejsce | Dzień       | Rok  | Miejscowość | Konkurencja | Czas biegu | Strata | Zwycięzca         |
| ------- | ----------- | ---- | ----------- | ----------- | ---------- | ------ | ----------------- |
| 7.      | 10 sierpnia | 1966 | Portillo    | Gigant      | 3:19,42    | +4,06  | Guy Périllat      |
| DNF     | 12 lutego   | 1968 | Grenoble    | Gigant      | 3:29,28    | –      | Jean-Claude Killy |
| 2.      | 10 lutego   | 1970 | Val Gardena | Gigant      | 4:19,19    | +0,39  | Karl Schranz      |
| 18.     | 10 lutego   | 1972 | Sapporo     | Gigant      | 3:09,62    | +6,34  | Gustav Thöni      |

### Puchar Świata

#### Miejsca w klasyfikacji generalnej
- sezon 1966/1967: 9.
- sezon 1967/1968: 21.
- sezon 1969/1970: 7.
- sezon 1970/1971: 25.
- sezon 1971/1972: 38.

#### Miejsca na podium
1. Jackson Hole – 25 marca 1967 (gigant) – 3. miejsce
2. Jackson Hole – 26 marca 1967 (slalom) – 3. miejsce
3. Oslo – 24 lutego 1968 (gigant) – 1. miejsce
4. Voss – 13 marca 1970 (gigant) – 1. miejsce
5. Vancouver – 27 lutego 1970 (gigant) – 2. miejsce
6. Heavenly Valley – 3 marca 1970 (gigant) – 2. miejsce
7. Mont St. Anne – 13 lutego 1971 (gigant) – 3. miejsce